# Leptotes socotranus
Leptotes socotranus är en fjärilsart som beskrevs av Oglivie-grant 1899. Leptotes socotranus ingår i släktet Leptotes och familjen juvelvingar. Inga underarter finns listade i Catalogue of Life.